# ふたり
『ふたり』は、赤川次郎の小説。1989年1月新潮社刊。事故死してしまったしっかり者の姉と、姉に頼ってばかりいた妹との、奇妙な共同生活を温かくつづった青春ファンタジー。大島弓子がカバーイラストを手がけた。新潮文庫版は何度か装画担当者が変わったが、『いもうと』の刊行に合わせて大島弓子のイラストに戻った。
大林宣彦監督により1990年にテレビドラマ化、1991年に「新・尾道三部作」第1作として映画化されたほか、映像・舞台化されている。
11年後を描いた続編『いもうと』が2019年10月に新潮社より刊行された。カバーイラストは大島弓子。

## 概要
発行部数は2003年時点で約230万部。
赤川次郎の代表的作品であり、本人も名刺代わりの作品であると述べている。本作の後半では父親の不倫話も扱っているが、子どもの読者層に配慮して書かない方がいいのではないかという意見もあったという。しかし子どもだからファンタジーというのは間違いであり、実際に子どもの身にも起こりうることは小説の中で経験しておいてほしいという赤川の思いからそのまま執筆された。

## あらすじ
北尾実加が中学2年の時、高校2年の姉・千津子は、成績優秀でピアノが上手くスポーツも得意で、高校の演劇でヒロインを務め、教師や同級生からも慕われていて、実加も憧れていた。しかし、ある日の登校中に交通事故に巻き込まれ、突然この世を去ってしまう。ところがその後、死んだはずの姉の声が実加の頭の中に聞こえてくるようになった。姉の声は自分にしか聞こえないけれど、自分を確実に見守ってくれていた。
千津子の死で精神的に不安定になった母、突然単身赴任する父、親友の父の死や心中騒動など、実加の周りでは様々な事件が起こる。姉が得意だったピアノやマラソン、演劇での活躍、そして、恋と友情。姉のアドバイスもあり実加はそれらの困難を乗り越えて次第に精神的にも成長していく。様々な経験を通じていつしか実加が姉の年齢に近づいたとき、父の浮気が発覚。激高した母、家庭崩壊の時、実加が感情的に発してしまった一言で姉の声が聞こえなくなってしまう。

## 書誌情報
- ふたり（1989年1月、新潮社、ISBN 978-4-10-338113-6）
- ふたり（1991年11月28日、新潮文庫、ISBN 978-4-10-132718-1）
- 赤川次郎セレクション(8) ふたり 上（赤木かん子編・著、2008年4月、ポプラ社、ISBN 978-4-591-10157-5）
- 赤川次郎セレクション(9) ふたり 下（赤木かん子編・著、2008年4月、ポプラ社、ISBN 978-4-591-10158-2）

## 映画
原作の舞台は東京だが、大林宣彦監督により、舞台を広島県尾道市に移し、「新尾道三部作」の第1作として1991年に映画化され、同年5月11日に松竹の配給にて公開された。

### スタッフ（映画）
- 監督・編集： 大林宣彦
- 脚本： 桂千穂
- 音楽： 久石譲
- 美術： 薩谷和夫
- 撮影： 長野重一
- 照明： 島田忠昭
- NHKハイビジョン・プロデューサー：沼野芳脩、川口孝夫
  - ポスプロ協力：IMAGICAビデオセンター、ソニーPCL
- 企画協力： 中村季恵、小倉斉、出口孝臣
- 製作者： 川島国良、大林恭子、田沼修二
- プロデューサー： 大林恭子、太田智朗、小出賀津美
- 映画ポスターの原画：野口久光
- 製作： ギャラック、ピー・エス・シー、NHKエンタープライズ
- 配給： 松竹

### キャスト（映画）
北尾実加 - 石田ひかり
主人公。尾道女子中学校の2年生。子供の頃から名前で呼ばれるより「(あの優秀な)千津子ちゃんの妹」と呼ばれることが多々あり存在感が薄い。何かにつけて優秀な姉と比べられるので、自分に自信が持てずにすぐ諦めようとする性分が身についている。良く言えばマイペースでのんびりした性格だが、作中では「ドジでグズでマヌケな私」と自他ともに認めている。部屋は散らかっており、よく忘れ物や無くし物をしており少々だらしない性格。時々空想にふける夢見がちなところがある。趣味は小説のようなものを書くこと。千津子からは「自分のことを客観視できるのがあなたの取り柄」などと言われている。いつしか智也に淡い恋心を抱くようになる。
北尾千津子 - 中嶋朋子
実加の姉。高校2年生の秋のある朝、たまたま忘れ物をして家に取りに戻ろうとしたところ事故に巻き込まれ亡くなる。その後、しばらくして実加にだけ千津子の幽霊が見えるようになる。実加とは対照的にしっかりもので小さいころから近所では有名だった。学校に入ってからも成績優秀、ピアノも上手く、中学3年生の頃にはマラソンで活躍し、高校生の頃は演劇部で主役を務めるなど周りから一目置かれる存在。
作中では万里子から「尾道女子中学校が創立して80年の歴史の中で伝説的な秀才」と言われる。また、実加により「あんなになんでもよくできて明るくて綺麗で、誰からも愛されてこの世で一番幸福だと思える姉」と評されている。ただし本人は「(優秀なのではなく)器用で目立っているだけ」だと自己評価している。
北尾治子 - 富司純子
実加の母。作中ではいつも和装で過ごしている。元々おっとりした性格だったが、千津子が亡くなったことで精神的に弱くなっている。千津子がいた頃はしっかりものの千津子を多分に頼っていた。
北尾雄一 - 岸部一徳
実加の父。落ち着いた物腰の性格。家族想いで千津子を失ったこともあり、情緒不安定気味の治子やマイペースで子供っぽい実加を気にかけている。実加の学校行事やピアノの発表会にも夫婦で見学に来ている。サラリーマンで出張も多く、その後小樽への転勤により単身赴任した。
神永智也 - 尾美としのり
広島工科大学船舶工学科の3年生。生前の千津子の恋人だった。毎年行われている第九の演奏会に来ており、千津子が亡くなる前の年にここで会う約束をしていた。千津子が死んだことを知らずにこの年も演奏会に来て、ここで実加と知り合い、親しくなる。
長谷部真子 - 柴山智加
実加の親友。クラス委員を担当。明るく素直でさっぱりした性格、曲がったことが嫌い。実加に対しては友情に厚く、いつも彼女の味方である。万里子が実加へ嫌がらせをした時は、わざわざ万里子の家まで「討ち入り」と称して実加を連れて押しかけた。
前野万里子 - 中江有里
智也とは、いとこ関係。お互い一人っ子で兄妹のように仲良く育てられてきたため、智也を実の兄のように慕っている。生前の千津子に嫉妬して邪魔に思うようになり、その妹である実加を敵視するようになった。
中西敬子 - 島崎和歌子
実加が高校1年の時に入った演劇部の上級生。
長谷部真子の父 - ベンガル
由緒ある旅館兼仕出し屋を切り盛りしていて、料理を作っている。一人娘の真子をかわいがっている。
長谷部真子の母 - 入江若葉
旅館兼仕出し屋の女将。
前野万里子の母 - 吉行和子
担任の先生 - 奈美悦子
心配な実加のことを相談に来た治子に対し、実加は問題無いとした上で「千津子さんはしっかり者だがまだ子供なので気をつけてあげてください」と助言するなど教師として生徒をしっかり見ている。
国語の先生 - 奥村公延
真子の従兄弟の僧 - 林泰文
実加を襲う男 - 頭師佳孝
街で何度か見かけたことから実加を気に入り、ある時、夜道にあとをつけて襲った。しかしこのことがきっかけで、亡くなった千津子が実加の前に現れるようになった。
運転手 - 大前均
重い木材を積んだトラックの運転手。事故により千津子を死なせてしまう。
治子の主治医 - 竹中直人
明るいキャラクターの医者。母親が入院した時に世話をしに来ている実加のことを「親孝行娘」というアダ名で呼んでいる。
内田祐子 - 増田惠子
坂道の婦人 - 藤田弓子

### 主題歌
- 大林宣彦&FRIENDS『草の想い』
- 主題歌を歌うのは「大林宣彦&FRIENDS」となっているが、これは大林と音楽の久石譲とのデュエット。作詞は大林が、作曲・編曲は久石が担当している。元々は主演の石田ひかりに歌わせる予定であったが、石田の演技を見た大林が石田を女優として最後まで通させようと考え、自身がピンチヒッターとなった[8]。久石とのデュエットになったのはプロデューサーの大林恭子の提案によるもの[9]。この曲は劇中でも北尾姉妹たちに歌われており、編曲は異なるが中嶋朋子によるシングルカット版もパイオニアLDCから発売された。

#### サウンドトラック
- 久石譲『ふたり』（1991年4月21日、NECアベニュー サウンド・シアター・ライブラリー、NACL-1024）

### 製作
先にNHKのテレビドラマとして製作され、テレビ放映後再編集して劇場公開された。当初から劇場公開を想定しており、外部演出家である大林の起用や35ミリフィルム（劇場公開用）での撮影などNHK作品としては異例の要素が多い。
原作者の赤川次郎は本作を映画化して欲しくない作品としていたが、大林がそれを承知で交渉に来たと知るとこれを承諾した。映画は原作にほぼ忠実で、赤川自身でさえ限りなく近いので驚いたという。原作では千津子は声のみの出演で姿は現さない設定であるが、映画では千津子が幽霊として姿を現すという設定（ただし実加にしか見えない）になっている。
「尾道三部作」の影響で尾道にファンが訪れ、忘れられていた古い町が賑わうになり、「尾道は映画の町」と言われるようになったことから、映画の影響力は凄いと感じていた大林は改めて尾道に恩返しをしなければいけないと思い、「新尾道三部作」を構想していたが、具体的なアイデアは何も浮かんではいなかった。そこに偶然二人の人物から「赤川次郎の小説『ふたり』を読んだか」、「あれを大林監督作で観たい」という連絡が来た。大林が早速読んでみたところ非常に面白いと、大林は赤川と会い、映画化を打診した。それで、何かの拍子に、「これ尾道で撮ろうと思うんです」と大林が口走ったら、赤川が「尾道で撮るのなら変な映画になるわけはない。全部お任せします」と映画化が決まった。

#### キャスティング
石田ひかりは、中学3年のとき、アイドル歌手としてデビューしたが、鳴かず飛ばずで3年、NHK朝ドラのヒロインオーディションに落ちたところでミュージック・ビデオの撮影で大林組の常連スタッフで、メイク担当の岡野（和栗）千江子に会い、『ふたり』のヒロインを探していた大林に連絡を取ってもらい、大林夫妻と青山スパイラルカフェで会い、軽い雑談程度だったが、大林が気に入ってヒロインに抜擢した。ちなみに石田は、その翌年放映の朝ドラ『ひらり』のヒロインオーディションに受かっている。
中江有里も本作がデビュー作。この映画で苦手のマラソンを克服して長野オリンピックでは聖火ランナーの一人として参加した。

#### 撮影
福本渡船や浄土寺、千光寺、尾道駅、尾道市立土堂小学校、浄土寺山不動岩展望台など、尾道の風景が映画の随所に使用されている。北尾家は実在する家が撮影に使用されたが、屋内の撮影についてはロケセットが使用された。
撮影期間は大林の映画にしては長い2か月間で、尾道でのオールロケのため、主演の石田は、18歳の夏のまるまる2か月間尾道に住んだ。撮影のない日は、自転車で尾道の山坂を駆け回ったり大好きな海で海水浴をしたりと楽しく過ごせると思っていたが、撮影期間はひと夏でも、四季を通じた三年間の物語なので、「日に焼けてはいけない・海に入るのもダメ・街へ出る時は日陰を歩きなさい」と指示された。最初は酷いところに来てしまった、がっかりしたと思ったが、あるとき北尾実加としてなら生きられるということに気づき、喜びを感じ始めた。それを待って大林は撮影をスタートさせた。
千津子が亡くなるシーンは尾道市の海徳寺下の小さな路地で撮影された。あまりに狭い路地のために、事故を起こすトラックは、右側半分だけを切断して用いた。トラックの荷台から滑落する材木は発泡スチロールを使用し、それを体を裁いて避ける千津子はマンスタントの女性が演じた。本撮影場所は映画公開後も長年花束を供えるファンが絶えなかった。
ハイビジョン撮影の動画を使用した合成による特写も採用された。駅伝のシーンではフィルムとビデオでの1秒間のコマ数の差を利用した実験的な映像が使われている。撮影場所としては、岩子島のトンネルや橋、向島の南側の海岸路などが使用された。
千津子の死を神永智也に伝えるシーンでは、マリンパーク境ガ浜の海上水族館（当時）が選ばれ、生演奏のベートーヴェン交響曲9番のコンサートを開催。その風景と花火大会の映像がデジタル合成された。
大林は前日の撮影を受けて毎日セリフを変えた。毎朝起きるとドアの下に「今日の差し込み台本です」と原稿が置かれた。石田は高校3年の夏を北尾実加として生き、完成品を観たとき「これって私? 私こんなことしたっけ?」という印象を持った。どこか幽体離脱していたような感覚があり、まるで別の人格が画面の中にいるように見えたという。映画出演第一作で衝撃的な感覚を知ってしまったため、その後「まだ『ふたり』のときのあの感覚に行けていない」と苦しむことが多かったという。石田が大林監督と最後に会ったのは2019年9月。『海辺の映画館―キネマの玉手箱』の試写に誘われて試写室で会った。「監督は『ふたり』の続編があるから、ひかり、来年スケジュールを空けておきなさいね』とおっしゃられてすごく嬉しかった。実現していたらどんなお話になっていたんでしょう。監督の作品は残酷な一面もあったりするけれど、何よりも大きな愛を感じます。そういえば、『ふたり』の台本のキャスト一覧の最初には『愛すべき登場人物たち』と書かれていました。そんな風にして作品に対する思いを伝えて下さる監督は、他にはなかなか思い浮かばないです。こうして振り返ってみると、スパイラルカフェの入り口で、監督と恭子さんが二人で腕を組んで歩いてきたあの瞬間に私の人生は大きく変わったんだなと思います。あの二人の姿は今でも鮮明に覚えています。いろんな出会いが私の人生を変えてくれたと思いますが、大林監督との出会いは言葉では言い尽くせないほど大きなものです」などと述べている。

### エピソード
スタッフキャスト100人で、千光寺道、大林監督の実家前に撮影で訪れた際、『濹東綺譚』のワンシーンを撮影中の新藤兼人監督の撮影クルーと鉢合わせた。20人ほどのこぢんまりとしたスタッフで淡々と表現できる新藤組に「さすが『裸の島』を撮られた方だ」と大林組一同畏敬の念を抱いたという。

### 興行成績
NHKで一度テレビ放映した作品を半年後に映画館で上映してわざわざ映
画館に見に来る人がいるのか、客は入らないのではないかという大方の予想に反して、興行的には一定の成功を収めることができたとされる。

### 影響
大林は撮影を通じて石田に惚れ、19歳の石田を見てみたいと『はるか、ノスタルジィ』のヒロインに起用した。しかし『はるか、ノスタルジィ』のヒロイン・はるかは北尾実加とは全然違う役で、難しい撮影になった。
三木孝浩監督は本作に大きな影響を受け、何度も映画館に通ったと話している。

### 関連商品
- 廉価版VHSのイラストは野口久光。DVDには公開時にはカットされた未公開シーンが9分ほど収録されている（ただしこの未公開シーンには音声はない）。
- メイキングビデオとして『千津子とその妹の物語-「ふたり」メイキング』が出ている（パイオニア、2001）。

#### メイキングDVD
- 題名『千津子とその妹の物語-《ふたり》メイキング－』
- 2001大林宣彦監督作品
- 発売元 パイオニアLDC株式会社

スタッフ
プロデューサー： 大林恭子、小穴勝幸
監督・脚本： 大林宣彦
編集： 大林宣彦、内田純子
音楽： 久石譲（オリジナルサウンドトラックより）
ビデオ取材： 原田宗一郎
ビデオ編集： 金沢直樹
提供： ピーエスシー、NHKエンタープライズ21

#### DVD
- ふたり 特別プレミアム版（2001年11月22日、パイオニアLDC、PIBD-1031）
- ふたり デラックス版（2002年2月22日、パイオニアLDC、PIBD-1131）
- 大林宣彦DVDコレクションBOX 第壱集《新・尾道三部作》（2008年1月25日、NBCユニバーサル・エンターテイメントジャパン、GNBD-1166）

#### Blu-ray
- ふたり Blu-ray（2020年9月9日、TCエンタテインメント、TCBD-0966）[19]

## テレビドラマ

### NHK版
1990年11月9日と16日の2回、NHK総合テレビジョンで子どもパビリオンとして放送｡
映画と同時撮影のためキャストは同じだが、実加が千津子を回想する場面から始まるなど、オンエア時間にあわせるためのカット・編集が大林監督自身により行なわれている。竹中直人演じる医師も、NHK版ではまったく登場しない。

#### 放送日程
| 放送回 | 放送日   | サブタイトル |
| ------ | -------- | ------------ |
| 第一部 | 11月09日 | 草の章       |
| 第二部 | 11月16日 | 花の章       |

### テレビ朝日版
1997年4月14日 - 6月23日まで全11回でテレビ朝日系列で月曜ドラマ・インとして製作、放送された。キャストなどは全く異なる。

#### スタッフ（テレビ朝日版）
- 脚本：吉田紀子
- 監督：新城毅彦、五木田亮一（5年D組）、志村彰（MMJ）
- 音楽：REMEDIOS
- 主題歌：「夢じゃない」 歌/演奏：スピッツ
- 挿入歌：「君だけを」（夢じゃないc/w）歌/演奏：スピッツ
- 演劇指導：西澤周市
- CG：コスモスタジオ（現：データ・アート）
- 技術協力：渋谷ビデオスタジオ
- 美術協力：KHKアート
- 編集・MA：ザ・チューブ
- スタジオ：砧スタジオ
- ロケ協力：東洋英和女学院大学
- プロデューサー補：佐々木基、白倉伸一郎（テレビ朝日）、次屋尚（MMJ）
- プロデューサー：佐藤凉一（テレビ朝日）、志村彰（MMJ）
- 製作：テレビ朝日･MMJ

#### キャスト（テレビ朝日版）
- 北尾実加 - 奥菜恵

千津子の妹。諦めが早くドジな女の子だが、千津子を失い精神が不安定になった母・治子を励ますべく、ピアノの演奏会に招待したり、演劇部に入部し主役の座を射止めようと努力する。
敬子の執拗な嫌がらせを受けたり、様々な問題に直面しながらも、時に千津子の助言を受けながら、時に自分の力だけで困難を乗り越えていく。
- 北尾千津子 - 一色紗英

実加の姉。実加の前に幽霊として現れ、様々な助言を与える。その姿は事故死した時と同じ制服姿であり、実加にしか見えない。
実加に生前プレゼントしたヘアピンを通して、彼女の呼ぶ声に反応して姿を現す事が多いが、それを通さずに出ている場面もある。
当初は実加の事をずっと見守るつもりでいたが、老婆から「死者は生者と関わりすぎてはいけない」と言われた事がきっかけで実加の前に姿を現す事を躊躇うようになってしまう。
- 神永智也 - 河村隆一

千津子の彼氏。ボクシングをしており、普段はコンビニでバイトをしている。
母方に引き取られた妹・みさこ（演:雛形あきこ）がおり、彼女の来訪がきっかけで母の住む静岡へと去るが、千津子の命日に実加と再会する。
- 中西敬子 - 小嶺麗奈

演劇部部長。実加に陰湿な嫌がらせを幾度となく行う。
その理由は千津子が演劇部にいた頃、顧問に自身の演劇を認めてもらえなかった出来事からくる逆恨みだった。
実加の母、治子を精神的に追い詰めてまで劇の主役を演じようとする悪辣ぶりだが、これが演劇部員や哲夫、顧問である澤田の耳に入った事で自ら演劇部を退部。その後、自殺しようとするが実加に止められる。
それからは治子の病室へ花を届けたり、千津子の事故現場へお参りに行っており、実加と和解。部にも実加の口添えで復帰した。
- 長谷部真子 - 山口紗弥加

実加の一番の親友。どんな時でも実加の味方をし、明るく振舞う。
父の残した借金から生活が瓦解し、母親と心中しかけるが実加に助けられる。
しかし金銭難なのは変わらず、最終的に両親と一緒に田舎へ帰るという形で顔を合わせることなく転校した。その後は実加のピンチに駆け付けている。
- 前田哲夫 - 小橋賢児

実加や真子たちの友人。実加に好意を抱いている。
- 杉本光太 - 柏原収史

実加や真子たちの友人。クラス委員長。真子に好意を持たれている。
- 澤田先生 - 池田成志

演劇部顧問。実加に千津子の面影を感じており、彼女を演劇部に勧誘する。神永とは過去の出来事から仲が悪く、常に喧嘩腰。
実加が嫌がらせをされている件について神永から苦言を呈されたが「俺の部に悪さをする奴などいない」とハナから決めつけており、敬子が実加へ嫌がらせをしていたという事実も、演劇部員から耳にするまで知らないままだった。
- 河野先生 - 竹内晶子

実加達のクラスの担任。
- 店長 - でんでん

神永が働くコンビニの店長。
- 老婆 - 原ひさ子

幽霊となった千津子の前に時折、現れては消える不思議な老婆。実は雄一の母で千津子と実加の父方の祖母。実加の前にも一度だけ姿を現している。
死者と生者が関わりすぎる事を良しとしておらず、千津子に実加から離れるようにやんわりと説得する。
- 内田祐子 - 床嶋佳子

雄一の不倫相手となる女性。
- 長谷部義郎 - 中丸新将

真子の父親。
- 長谷部聡子 - 萩尾みどり

真子の母親。
- 北尾雄一 - 蟹江敬三（特別出演）

千津子と実加の父親。
- 北尾治子 - 田中好子

千津子と実加の母親。

#### 受賞歴
- 第13回ザテレビジョンドラマアカデミー賞[20]
  - 新人俳優賞（河村隆一）
  - ザテレビジョン特別賞（ロケ･スタッフ）

#### サブタイトル
| 各話                                                      | 放送日    | サブタイトル               | 演出       | 視聴率 |
| --------------------------------------------------------- | --------- | -------------------------- | ---------- | ------ |
| 第1話                                                     | 1997/4/14 | お姉ちゃんの死             | 新城毅彦   | 14.0%  |
| 第2話                                                     | 1997/4/21 | 私が死ねばよかった         | 新城毅彦   | 9.4%   |
| 第3話                                                     | 1997/4/28 | ひどい仕打ち               | 五木田亮一 | 9.5%   |
| 第4話                                                     | 1997/5/5  | 突然のさよなら…            | 五木田亮一 | 10.3%  |
| 第5話                                                     | 1997/5/12 | 切り裂かれた思い出         | 新城毅彦   | 9.3%   |
| 第6話                                                     | 1997/5/19 | バラバラになった家族!!     | 新城毅彦   | 9.2%   |
| 第7話                                                     | 1997/5/26 | もう誰も信じない!!         | 五木田亮一 | 8.5%   |
| 第8話                                                     | 1997/6/2  | ずっとお前が好きだった     | 五木田亮一 | 10.2%  |
| 第9話                                                     | 1997/6/9  | あばかれた嘘と秘密!!       | 志村彰     | 10.8%  |
| 第10話                                                    | 1997/6/16 | サヨナラ実加もう会えない!! | 新城毅彦   | 10.4%  |
| 最終話                                                    | 1997/6/23 | 運命の事故と永遠の別れ     | 新城毅彦   | 9.9%   |
| 平均視聴率10.1%（視聴率は関東地区・ビデオリサーチ社調べ） |           |                            |            |        |

| テレビ朝日系 月曜ドラマ・イン                     | テレビ朝日系 月曜ドラマ・イン      | テレビ朝日系 月曜ドラマ・イン                          |
| 前番組                                            | 番組名                             | 次番組                                                 |
| ------------------------------------------------- | ---------------------------------- | ------------------------------------------------------ |
| 名探偵保健室のオバさん （1997年1月6日 - 3月10日） | ふたり （1997年4月14日 - 6月23日） | ガラスの仮面（第1シリーズ） （1997年7月7日 - 9月15日） |

## ラジオドラマ
NHK-FM「青春アドベンチャー」にてラジオドラマ化され、1993年7月5日から7月16日に全10回で放送された。

### スタッフ（ラジオドラマ）
- 原作 - 赤川次郎
- 脚色 - 吉田浩樹
- 効果 - 大和定次
- 技術 - 沢口真生
- 選曲 - 伊藤守恵
- 演出 - 吉田浩樹、伊藤豊英

### キャスト（ラジオドラマ）
- 増田未亜
- 中島ひろ子
- 岸部一徳
- 左時枝
- 西尾まり
- 此島愛子
- 川添法臣
- 飯野真由美
- 唐木ちえみ
- 村田知栄子
- 木澤智之
- 郡山冬未

## 舞台

### 2003年版
アミューズ創立25周年企画として『FUTARI -ふたり-』のタイトルでミュージカル化。2003年8月18日から24日まで全労済ホールスペース・ゼロで上演された。全10公演。
当初は富田靖子が出演し、キャストのオーディションにも立ち会うと発表されていたが、椎間板ヘルニアのために降板することになり、奥山佳恵が代役として出演した。
キャスト
- 北尾美加 - 竹田侑美
- 北尾千津子 - 深田燁子
- 岩﨑大、奥山佳恵、浅野琴、石坂結、稲川実花、大山貫世、小野麻亜奈、神原麻由、木下綾香、小島由利絵、三條真美、杉浦加奈、住吉玲奈、松崎夏希、松原恵、村岡梨絵、安井奈緒香、吉岡麻由子、吉田舞

スタッフ
- 原作 - 赤川次郎「ふたり」（新潮文庫刊）
- 脚本 - 松村武（劇団カムカムミニキーナ）
- 演出 - 平光琢也
- 音楽 - 福寿
- テーマソング - BEGIN
- 制作進行 - ネルケプランニング
- 企画・製作 - アミューズ

### 2004年版
2004年8月1日から11日まで全労済ホールスペース・ゼロで全15公演、8月19日から21日まで大阪・リサイタルホールで全5公演が上演された。
キャスト
- 北尾美加 - 竹田侑美 / 三好美優（Wキャスト）
- 北尾千津子 - 深田あき / 高橋真唯（Wキャスト）
- 加藤紀子、塩谷瞬、浅野琴、足立かりん、石山蓮華、宇野まり絵、工藤真由、小林夏子、柴田翔生子、住吉真理子、席森絵美、高根美里、瀧澤亜美、仲里依紗、西村理沙、濱田雅、保泉沙耶、ホラン千秋、矢口敦貴、依田美月

スタッフ
- 原作 - 赤川次郎
- 脚本 - 松村武
- 演出 - 平光琢也
- メインコスチュームデザイン - 山本寛斎
- テーマ曲 - BEGIN
- 音楽 - 福寿